# 犬牙矮冠鳚
犬牙矮冠鳚（学名：Praealticus margaritarius），又名麻卡勒矮冠鳚、狗鰷，为輻鰭魚綱鳚形目鳚科矮冠鳚屬下的一個種，分布於西北太平洋日本及臺灣東南部海域，深度0至3公尺，本魚體延長，稍側扁，頭部中央有皮瓣，具鼻鬚和眼上觸鬚，無頸鬚，上下唇平滑，下頜兩側具大犬齒，體長可達10公分，棲息在沿海珊瑚礁，生活習性不明。